# نارینه گریگوریان
نارینه کارلنی گریگوریان (ارمنی: Նարինե Կառլենի Գրիգորյան؛ ؛ ۱۴ ژوئن ۱۹۸۰) یک بازیگر سینما اهل ارمنستان است. گریگوریان بین سال‌های ۱۹۹۷ تا ۲۰۰۰ در انستیتو دولتی سینما و تئاتر ایروان تحصیل نموده‌است. وی از سال‌های ۲۰۱۴ میلادی فعالیت می‌کند.

## گزیده فیلمشناسی
از فیلم‌ها یا برنامه‌های تلویزیونی که وی در آن نقش داشته‌است می‌توان به یه‌وا (۲۰۱۷)، شب طولانی اشاره کرد.

## کارگردانی
- نمایشنامه پرواز بر فراز شهر

## جوایز و افتخارات
وی برندهٔ جوایزی همچون هنرمند افتخاری جمهوری ارمنستان شده‌است.